# United Rugby Championship
Die United Rugby Championship (URC) ist eine internationale Profiliga in der Sportart Rugby Union. Es nehmen je vier Franchises aus Irland, Südafrika und Wales sowie je zwei Franchises aus Italien und Schottland teil. Die URC ist eine der drei großen Profiligen Europas (neben der englischen Premiership und der französischen Top 14), deren erfolgreichste Mannschaften auch am European Rugby Champions Cup teilnehmen.
Am Anfang stand die 1999 gegründete Welsh-Scottish League, eine gemeinsame walisisch-schottische Meisterschaft. Durch die Erweiterung um Mannschaften aus Irland entstand 2001 daraus die Celtic League. Von der Saison 2006/07 bis zur Saison 2010/11 war der irische Cider-Hersteller Magners der Hauptsponsor, weshalb die Liga während dieser Zeit Magners League hieß. Nächster Hauptsponsor war für die folgenden drei Jahre die niederländische Rabobank. Die Aufnahme zweier italienischer Teams führte im Jahr 2011 zur Einführung des neuen Namens Pro12. Eine erneute Erweiterung auf 14 Mannschaften (und die damit verbundene Umbenennung in Pro14) erfolgte zu Beginn der Saison 2017–18, als zwei südafrikanische Teams sich der Liga anschlossen. Der aktuelle Name besteht seit Beginn der Saison 2021/22, als zwei weitere südafrikanische Mannschaften hinzukamen.

## Ligamodus

### Bisheriger Modus
In der Pro12 spielte man im Ligasystem, bei dem jede Mannschaft in Hin- und Rückspielen gegen jede andere antritt, die vier Teilnehmer der Play-offs sowie die Teilnehmer des höchsten Europapokal-Wettbewerbs European Rugby Champions Cup aus. Der Meister wurde am Ende der regulären Spielzeit durch die Play-offs ermittelt. Alle anderen Mannschaften, die sich nicht für den European Rugby Champions Cup qualifizieren konnten, nahmen automatisch am zweiten Europapokal namens European Rugby Challenge Cup teil. Es gab keine Auf- und Absteiger.
Die Erweiterung der Pro12 um zwei südafrikanische Mannschaften machte eine Anpassung des Ligamodus notwendig. Die Liga wurde aufgrund der Saisonergebnisse 2016/17 in zwei Conferences aufgeteilt. Jede Mannschaft aus einer Conference spielte zwölf Spiele gegen Mannschaften aus der eigenen Conference, sieben Spiele gegen Mannschaften aus der anderen Conference sowie zwei Derbys, sodass jede Mannschaft am Ende der regulären Saison auf 21 Spiele kam. Der Meister wurde dann in den Play-offs ermittelt, in denen der jeweils Erstplatzierte der beiden Conferences im Halbfinale gesetzt war. Die jeweils in den Conferences zweit- und drittplatzierten Mannschaften spielten Conference-übergreifend das Viertelfinale, deren Sieger in das Halbfinale einzogen. Es gab weiterhin keine Auf- und Absteiger.

### Heutiger Modus
Die Saison findet zwischen September und Mai statt, wobei die Mannschaften in vier regionale Gruppen aufgeteilt werden: Den Irish Shield, den Welsh Shield, den South African Shield sowie den Scottish and Italian Shield. Die Mannschaften werden außerdem in eine einzige Tabelle eingeteilt. In ihrer Gruppe spielen die Teams je zweimal gegen die drei anderen (zuhause und auswärts) sowie je einmal gegen die Teams der anderen Gruppen (entweder daheim oder auswärts). Damit ist sichergestellt, dass die irischen, südafrikanischen und walisischen Teams jeweils sechs Derbys bestreiten. So entsteht eine reguläre Saison mit achtzehn Spielen, bevor die Play-offs beginnen. An diesen nehmen die acht besten Teams teil, die in einem direkten K.-o.-System ermittelt werden. Die Teams werden auf die Plätze 1 bis 8 gesetzt, wobei die am niedrigsten gesetzten Teams Heimrecht erhalten. Das Finale wird an einem vorher festgelegten Ort ausgetragen. Die südafrikanischen Mannschaften qualifizieren sich ebenfalls für die europäischen Pokalwettbewerbe. Der Gewinner des Shields in jeder Gruppe qualifiziert sich für den European Rugby Champions Cup. Weitere vier Plätze werden an die vier nächstplatzierten Mannschaften der Haupttabelle vergeben. Die übrigen Teams nehmen am EPCR Challenge Cup teil. Die Sieger der Shield-Gruppen erhalten eine Trophäe, die in Irland, Südafrika und Wales als informeller Meistertrophäe für Profiteams gilt.
Mit drei weniger regulären Saisonspielen als in der Pro14, aber einer zusätzlichen Runde in den Play-offs wird die Saison leicht auf 21 Spielwochen verkürzt und kann somit immer noch im gleichen Zeitraum wie frühere Modelle des Wettbewerbs angesetzt werden. Die Überschneidungen zwischen Ligaspielen und den Test Matches der Nationalmannschaften konnten verringert werden. Aufgrund der großen Entfernungen zwischen Europa und Südafrika werden die südafrikanischen Heimspiele immer an einem Samstag ausgetragen, sodass die Gastmannschaften zwischen den Spielen sieben Tage Zeit haben und fünf reisefreie Tage zur Verfügung stehen. Sollte die Auslosung ergeben, dass europäische Mannschaften gegen beide südafrikanischen Teams auswärts antreten, so sieht der Spielplan vor, dass die Auswärtsteams die beiden Spiele in zwei aufeinanderfolgenden Wochen austragen.
Unterhalb der Pro14 existieren noch die nationalen Vereinsligen der einzelnen teilnehmenden nationalen Rugbyverbände Irish Rugby Football Union (IRFU), Scottish Rugby Union (SRU), Welsh Rugby Union (WRU), Federazione Italiana Rugby (FIR) und South African Rugby Union (SARU). Hierbei handelt es sich um die Principality Premiership (Wales), die Scottish Premiership, die All-Ireland League (Irland), die Top10 (Italien) und den Currie Cup (Südafrika).

## Geschichte
Die Idee eines pan-keltischen Turniers wurde während der gesamten frühen Profi-Ära diskutiert. Die Einführung des Heineken Cups im Jahr 1995 zeigte, dass neue und länderübergreifende professionelle Wettbewerbe finanziell lukrativ sein könnten. Ab 1995 diskutierten die Welsh Rugby Union (WRU), die Scottish Rugby Union (SRU) und die Irish Rugby Football Union (IRFU) eine Reihe von Liga- und Pokalwettbewerben, und auch mit der englischen Rugby Football Union (RFU) fanden Gespräche über die mögliche Gründung einer britisch-irischen Liga statt. Diese Gespräche führten schließlich dazu, dass die WRU und die RFU 2005 den Anglo-Welsh Cup und alle vier Verbände 2009 den British and Irish Cup ins Leben riefen.
Die ersten wesentlichen Schritte in Richtung einer keltischen Liga gab es in der Saison 1999–2000, als die schottischen Regionalteams Edinburgh und Glasgow die offizielle Einladung erhielten, der vollständig professionalisierten Welsh Premier Division beizutreten, wodurch die Welsh-Scottish League entstand. Im Jahr 2001 wurde eine Vereinbarung mit der IRFU getroffen, um die vier irischen Provinzmannschaften miteinzubeziehen. In der Saison 2001/02 wurden zusätzliche Spiele ausgetragen und eine neue Ligastruktur neben der weiterhin bestehenden Welsh-Scottish League und der Inter-Provincial Championship in Irland eingeführt. Das neue Format erhielt den Namen Celtic League. Bis 2005 entwickelte sich die Celtic League zur einzigen Profiliga in Irland und Schottland (in Wales führte man den Anglo-Welsh Cup und die semiprofessionelle Welsh Premier Division weiter) und ersetzte sowohl die Welsh-Scottish League als auch die Inter-Provincial Championship vollständig.

Logo 2001–2006

In der ersten Saison 2001 nahmen 15 Mannschaften teil; die vier irischen Provinzteams, zwei Vertreter Schottlands und alle neun Mannschaften der Welsh Premier Division. Es gab zwei Gruppen mit acht bzw. sieben Mannschaften, die zunächst in einer Round Robin gegeneinander antraten. Die besten vier jeder Gruppe qualifizierten sich für die K.o.-Runde. 2002 wurde die Celtic League um eine schottische Mannschaft aufgestockt. 2003 beschlossen die beteiligten Verbände, dass die Celtic League künftig die einzige Profiliga sein sollte. Die WRU bildete auf Grundlage der neun walisischen Vereine fünf unabhängig agierende professionelle Franchises, wodurch die Anzahl der Mannschaften auf zwölf sank. Die Saison 2003/04 war kommerziell gesehen wenig erfolgreich: Aufgrund einer schlechten Terminplanung fehlten in mehr als der Hälfte aller Runden die meisten der Topspieler, da diese an der Weltmeisterschaft 2003 und bei Six Nations zum Einsatz kamen und sich deshalb schonen mussten.

Logo 2006–2011

Seit der Saison 2004/05 war der Spielkalender besser auf die internationalen Begegnungen und Turniere abgestimmt. Mit der Auflösung des Teams Celtic Warriors fand in Wales eine weitere Konzentration statt, sodass nur noch elf Mannschaften vertreten waren. Die walisischen Mannschaften nahmen 2005 erstmals am Anglo-Welsh Cup teil. Dies führte zu deren Ausschluss aus der Celtic League, da die WRU keine Rücksicht auf den Spielkalender genommen hatte. Es gab sogar Überlegungen, als Ersatz vier Mannschaften aus Italien aufzunehmen. Neue Verhandlungen führten zu einem veränderten Spielkalender und zur Wiederaufnahme der walisischen Mannschaften vor Saisonbeginn.
Die SRU gab Ende März 2007 die Auflösung der Mannschaft Border Reivers bekannt. Somit umfasste die Celtic League ab der Saison 2007/08 nur noch zehn Mannschaften. Ab der Saison 2009/10 wurde die Celtic League durch Playoff-Spiele am Ende der regulären Spielzeit entschieden. Die Liga folgte damit dem Beispiel der englischen Premiership und der französischen Top 14.

Logo 2011–2014

Auf die Saison 2010/11 hin gab es eine Erweiterung der Liga um zwei italienische Mannschaften. Dazu mussten die Mannschaften jedoch gewisse finanzielle und sportliche Standards erfüllen. Der italienische Verband gründete zu diesem Zweck ein neues Franchise namens Aironi, das in Viadana beheimatet war. Der bereits bestehende Verein Benetton Rugby Treviso wechselte von der italienischen Liga hierhin. Ende der Saison 2012 wurde die Mannschaft Aironi aufgelöst, da sie aus finanziellen Gründen keine Lizenz mehr erhielt. An ihre Stelle trat die Mannschaft Zebre aus Parma.
Gerüchte über eine mögliche Integration südafrikanischer Teams gab es bereits 2009, da diese aus finanziellen Gründen mit dem Wettbewerb Super Rugby zunehmend unzufrieden waren, wurden aber von der South African Rugby Union (SARU) zunächst dementiert. Nach der Entscheidung des Super-Rugby-Organisators SANZAAR, drei Mannschaften aus dem Wettbewerb zu nehmen (davon zwei aus Südafrika), deuteten mehrere Medienberichte im Juni 2017 darauf hin, dass die beiden am ehesten ausscheidenden südafrikanischen Mannschaften, die Cheetahs und die Southern Kings, auf die Saison 2017/18 hin in die Pro12 aufgenommen werden könnten. Die offizielle Bestätigung dazu erfolgte am 1. August 2017.
Aufgrund der Reisebeschränkungen während der COVID-19-Pandemie musste die Saison 2021/22 vorzeitig beendet werden. Als Ersatz wurde der Pro14 Rainbow Cup ausgetragen, um weiterhin einen geregelten Spielbetrieb zu ermöglichen. Die Southern Kings gingen im September 2020 in Liquidation und zogen sich daher aus der Liga zurück. Als Folge davon (und auch wegen des geographisch eingeschränkten Spielbetriebs in der südlichen Hemisphäre) kam es zu Gesprächen zwischen den Ligaverantwortlichen und der SARU über die Integration der übrigen südafrikanischen Franchises. Ende September 2020 gaben die Verhandlungspartner bekannt, dass die Lions, die Stormers, die Sharks und die Bulls auf die nächste Saison hin Super Rugby verlassen und sich dem in United Rugby Championship umbenannten Wettbewerb anschließen werden; gleichzeitig wechselten die Cheetahs in die südafrikanische Meisterschaft.

## Mannschaften

### Aktuelle Mannschaften
Die folgenden 16 Mannschaften sind aktuell in der United Rugby Championship vertreten:
| Mannschaft             | Stadion                    | Plätze        | Stadt, Land                   | Beitritt | Titel |
| ---------------------- | -------------------------- | ------------- | ----------------------------- | -------- | ----- |
| Benetton Rugby Treviso | Stadio Comunale di Monigo  | 06.700        | Treviso, Italien              | 2010     | 0     |
| Bulls                  | Loftus-Versfeld-Stadion    | 51.762        | Pretoria, Südafrika           | 2021     | 0     |
| Cardiff Rugby          | Cardiff Arms Park          | 12.125        | Cardiff, Wales                | 2003     | 0     |
| Connacht Rugby         | Galway Sportsgrounds       | 08.100        | Galway, Irland                | 2001     | 1     |
| Edinburgh Rugby        | DAM Health Stadium         | 07.800        | Edinburgh, Schottland         | 2001     | 0     |
| Glasgow Warriors       | Scotstoun Stadium          | 07.351        | Glasgow, Schottland           | 2001     | 2     |
| Leinster Rugby         | RDS Arena Aviva Stadium    | 18.500 51.700 | Dublin, Irland                | 2001     | 9     |
| Lions                  | Emirates Airline Park      | 62.567        | Johannesburg, Südafrika       | 2021     | 0     |
| Munster Rugby          | Thomond Park Musgrave Park | 26.500 08.000 | Limerick, Irland Cork, Irland | 2001     | 4     |
| Dragons RFC            | Rodney Parade              | 08.700        | Newport, Wales                | 2003     | 0     |
| Ospreys                | Swansea.com Stadium        | 20.827        | Swansea, Wales                | 2003     | 4     |
| Scarlets               | Parc y Scarlets            | 14.870        | Llanelli, Wales               | 2003     | 2     |
| Sharks                 | Hollywoodbets Kings Park   | 52.000        | Durban, Südafrika             | 2021     | 0     |
| Stormers               | DHL Stadium                | 55.000        | Kapstadt, Südafrika           | 2021     | 1     |
| Ulster Rugby           | Kingspan Stadium           | 18.196        | Belfast, Nordirland           | 2001     | 1     |
| Zebre Parma            | Stadio Sergio Lanfranchi   | 05.000        | Parma, Italien                | 2012     | 0     |

### Frühere Mannschaften
| Mannschaft      | Stadion                    | Stadt, Land             | Jahre     |
| --------------- | -------------------------- | ----------------------- | --------- |
| Aironi          | Stadio Luigi Zaffanella    | Viadana, Italien        | 2010–2012 |
| Border Reivers  | Netherdale                 | Galashiels, Schottland  | 2002–2007 |
| Bridgend Ravens | Brewery Field              | Bridgend, Wales         | 2001–2003 |
| Caerphilly RFC  | Virginia Park              | Caerphilly, Wales       | 2001–2003 |
| Cardiff RFC     | Cardiff Arms Park          | Cardiff, Wales          | 2001–2003 |
| Celtic Warriors | Sardis Road                | Pontypridd, Wales       | 2003–2004 |
| Cheetahs        | Free-State-Stadion         | Bloemfontein, Südafrika | 2017–2020 |
| Ebbw Vale RFC   | Eugene Cross Park          | Ebbw Vale, Wales        | 2001–2003 |
| Llanelli RFC    | Stradey Park               | Llanelli, Wales         | 2001–2003 |
| Neath RFC       | The Gnoll                  | Neath, Wales            | 2001–2003 |
| Newport RFC     | Rodney Parade              | Newport, Wales          | 2001–2003 |
| Newport RFC     | Sardis Road                | Pontypridd, Wales       | 2001–2003 |
| Southern Kings  | Nelson-Mandela-Bay-Stadion | Gqeberha, Südafrika     | 2017–2020 |
| Swansea RFC     | St Helen’s                 | Swansea, Wales          | 2001–2003 |

## Meister
| Celtic League - 2001/02: Leinster Rugby - 2002/03: Munster Rugby - 2003/04: Scarlets - 2004/05: Ospreys - 2005/06: Ulster Rugby Magners League - 2006/07: Ospreys - 2007/08: Leinster Rugby - 2008/09: Munster Rugby - 2009/10: Ospreys - 2010/11: Munster Rugby Pro12 - 2011/12: Ospreys - 2012/13: Leinster Rugby - 2013/14: Leinster Rugby - 2014/15: Glasgow Warriors - 2015/16: Connacht Rugby - 2016/17: Scarlets Pro14 - 2017/18: Leinster Rugby - 2018/19: Leinster Rugby - 2019/20: Leinster Rugby - 2020/21: Leinster Rugby United Rugby Championship - 2021/22: Stormers - 2022/23: Munster Rugby - 2023/24: Glasgow Warriors - 2024/25: Leinster Rugby |

## Titel nach Verband
| Verband    | Sieger | 2. Platz |
| ---------- | ------ | -------- |
| Irland     | 15     | 13       |
| Wales      | 6      | 4        |
| Schottland | 2      | 3        |
| Südafrika  | 1      | 4        |